# Lugnet, Södertälje kommun
Lugnet är ett bostadsområde i Södertälje, utanför Östertälje och nära Glasberga. Namnet kommer från ett torp som låg på platsen tidigare. Området exploaterades 2005 när Glasbergavägen breddades och anslöts till länsväg 225 i dess nya sträckning. I området byggs (2007) 3 områden med bostadsrättsradhus och ett område med 23 friliggande villor. Området är tänkt att länka ihop gamla Östertälje med det kommande bostadsområdet Glasberga sjöstad.